# Science-fiction post-apocalyptique
La science-fiction post-apocalyptique (parfois abrégée en « post-apo » ou « post-nuke ») est un sous-genre de la science-fiction qui dépeint la vie après une catastrophe ayant détruit la civilisation : guerre nucléaire, collision avec une météorite, épidémie, crise économique ou de l'énergie, pandémie, invasion extraterrestre, etc.
Parfois utilisé simplement pour ses aspects ultra-violents, le post-apocalyptique repose sur un délicat équilibre entre une civilisation perdue et un chaos naissant. Il met en scène une confrontation de la réalité sociale (négociable, relative, corrompue, de servitude et dépassant l'échelle d'un seul homme) à la dure réalité physique (immédiate, intraitable, libre, individuelle).
C'est à la fois la fin du monde et un nouveau départ. Une contradiction riche qui permet de développer un discours original sur le monde réel.
Le post-apocalyptique se distingue des fictions de catastrophe (film catastrophe), qui mettent en scène le cataclysme lui-même.

## Genre

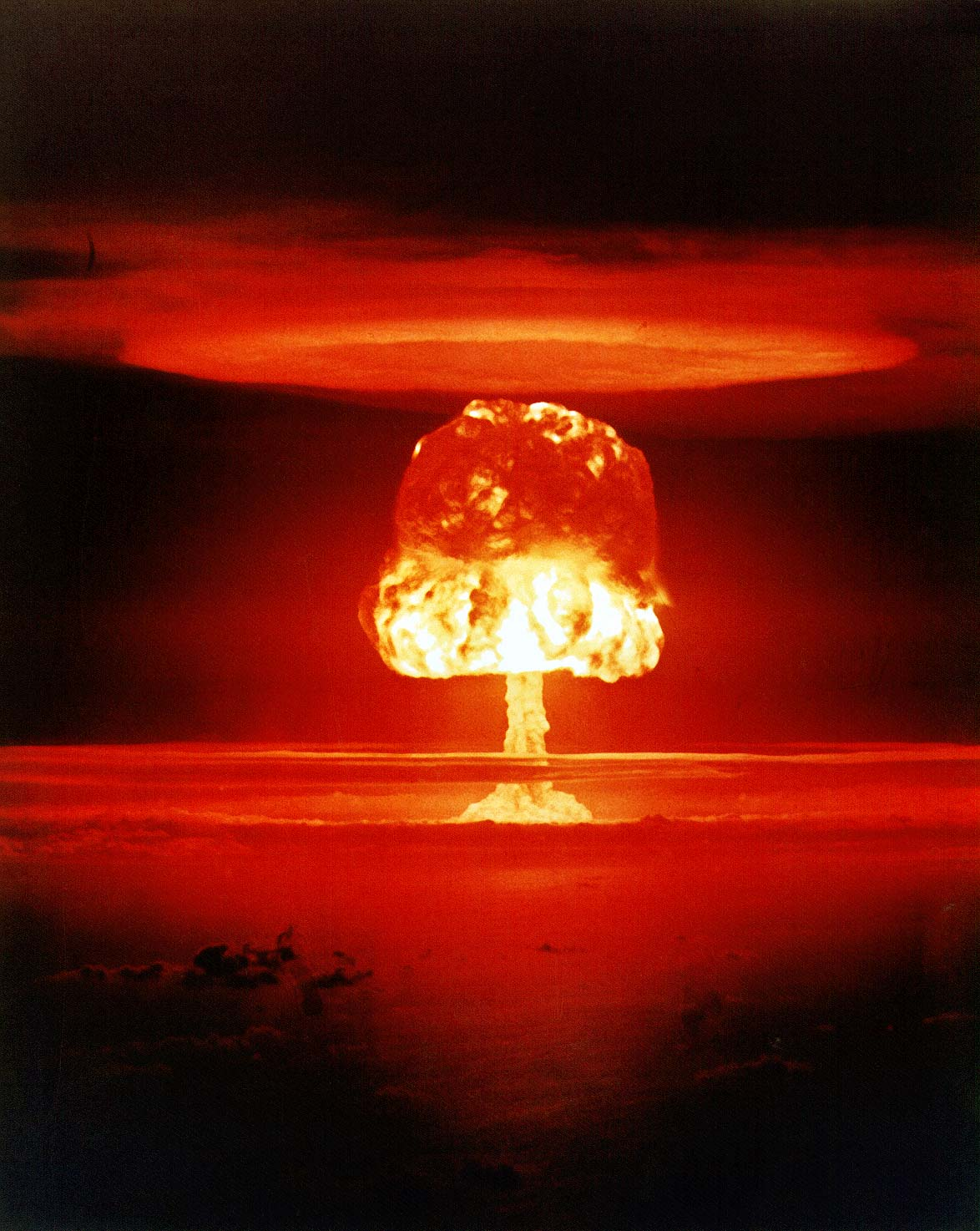
La crainte de la guerre nucléaire a donné naissance au genre post-apocalyptique.

Les œuvres post-apocalyptiques se déclinent de façon assez vaste, mais on retrouve une forme commune (l'esthétique post-apocalyptique) et des thèmes très souvent abordés (le fond).

### Esthétique
Dans la multitude des œuvres post-apocalyptiques, deux critères essentiels se retrouvent :
1. la société a été détruite ;
2. les protagonistes vivent dans les vestiges de l'ancienne civilisation.

Ces deux critères autorisent également un large éventail de situations. La plupart des œuvres offrent une vision où la société est détruite, ses valeurs oubliées ou bafouées, et la majeure partie de l'humanité a disparu ; c'est le cas des films classiques tels que Mad Max 2, Apocalypse 2024 ou encore La Route (roman de Cormac McCarthy, adaptation cinématographique de John Hillcoat). Mais d'autres auteurs privilégient un monde plus ambigu et plus proche du nôtre, où des sociétés ont été reconstruites, avec des lois et des règles (le premier Mad Max, ou la bande dessinée Jeremiah) ou même des situations identiques aux nôtres, où seule l'autorité centrale de l’État a disparu (Jericho). Les « vestiges de l'ancienne civilisation » vont de la ville intacte de Jericho aux détails ensevelis de La Planète des singes. Les deux décors les plus représentés sont le désert et la ville en ruine ou abandonnée. Les survivants vivent parfois au milieu de vestiges technologiques sans les comprendre (Niourk), et souvent les utilisent de façon détournée.

### Thèmes

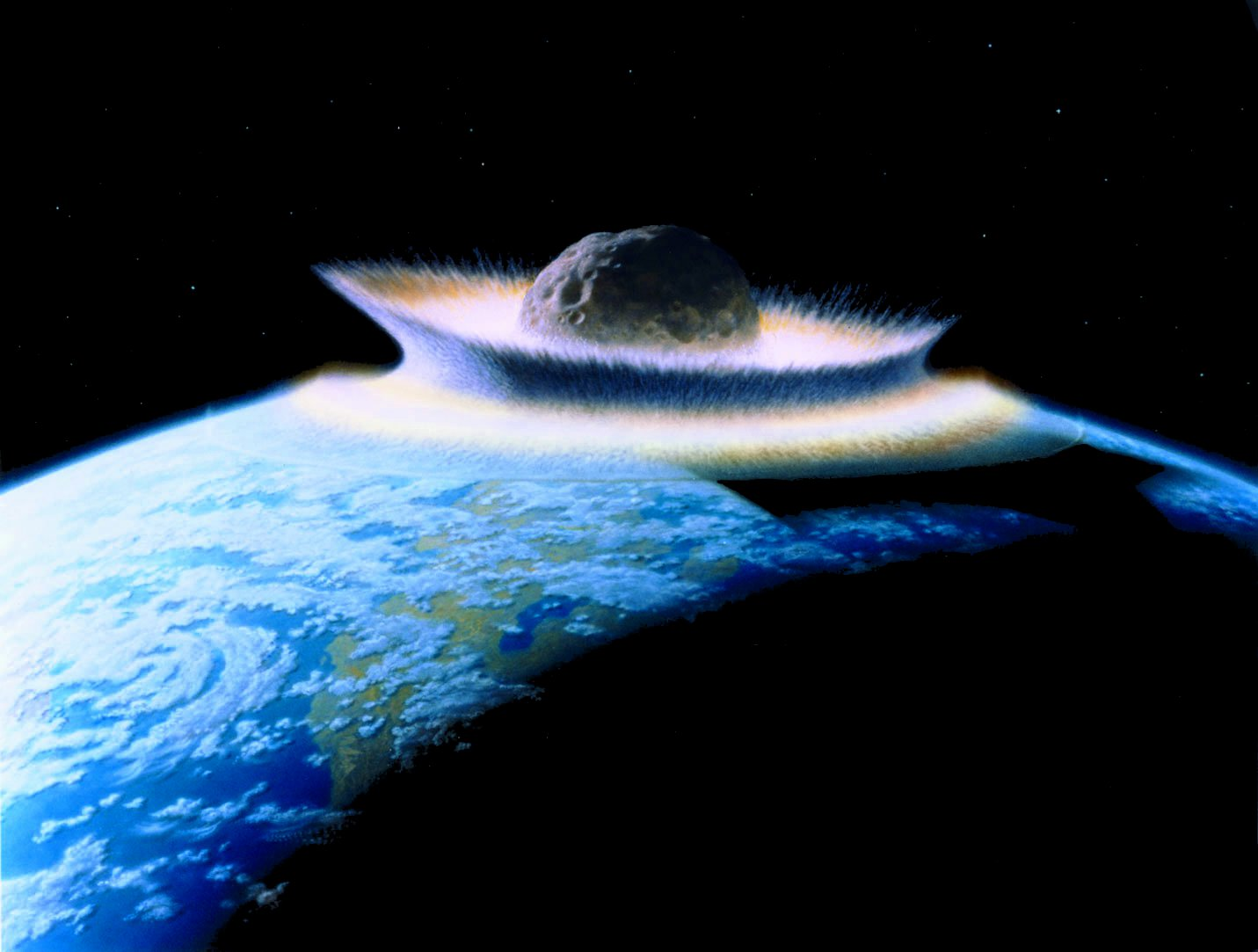
Une météorite s'écrasant sur la Terre pourrait provoquer la fin de la vie sous la forme actuelle.

Au-delà des thèmes classiques de la survie, de la violence, de l'environnement hostile à l'homme, la plupart des œuvres post-apocalyptiques se servent de ce décor pour amener une réflexion sur la place de l'Homme par rapport à ses semblables et à la société. Hors du carcan des lois, les Hommes révèlent leur vraie nature, et le panel de caractères et de comportements « vrais » (non biaisés par la société) créent une sorte de laboratoire social où l'auteur expérimente sur les rapports humains. On trouve régulièrement les thèmes du solitaire contre le groupe, de la coexistence des comportements altruistes, égoïstes et agressifs, ou le télescopage des nostalgiques de l'ancienne civilisation, des aficionados de l'anarchie nouvelle, et des visionnaires voulant créer une nouvelle manière de fonctionner.
Le choix du type d'apocalypse, finalement un détail secondaire, est également intéressant car il reflète les craintes de la société à l'époque où l'œuvre a été conçue, au même titre que les films-catastrophes. La crainte du nucléaire pendant la guerre froide, les catastrophes écologiques ou industrielles dans les années 1980, la pandémie dans les années 1990, tandis que les années 2000 semblent craindre les catastrophes naturelles ou les actes de terrorisme à grande échelle.

### «Pré-apo» et autres genres proches
Certains films de science-fiction traitent de l'événement qui a causé l'apocalypse (ex. Les Fils de l'homme, L'Armée des douze singes), ils sont parfois appelés films «pré-apocalyptiques». Ils peuvent aussi avoir comme sujet la description de l'apocalypse elle-même (ex. Le Jour d'après de 2004). Dans les deux cas, on peut les rapprocher des films-catastrophes.
Avec la généralisation du terme, d'autres films sont parfois qualifiés de «post-apocalyptiques», parce qu'ils présentent une vision de la société tranchant fondamentalement avec la nôtre, ou parfois parce qu'ils contiennent une guerre nucléaire dans leur histoire ancienne, ou se déroulent dans une ville en ruine. Il y a pourtant une société tout à fait valable et globale, il s'agit alors simplement de science-fiction. Dans les cas précédents, si ces œuvres sont parfois appelées «post-apocalyptiques», il s'agit d'un abus de langage.
Quelques cas particuliers comme la série télévisée Dark Angel ou l'anime Evangelion utilisent une apocalypse comme point de départ mais ne traitent pas du tout du sujet. La qualification de « post-apocalyptique » dépendra donc de la considération du background ou du sujet.
Le post-apocalyptique peut également se mêler au genre de la robinsonnade en se focalisant essentiellement sur la reconstruction de la civilisation dans un univers hostile, comme dans le roman Malevil.
Enfin, les univers particulièrement sinistres décrits l'apparentent à la dystopie.

## Histoire

### Prédécesseurs antiques
De nombreuses sociétés, y compris babylonienne et judaïque, avaient produit de la littérature apocalyptique et mythologique traitant de la fin du monde et de la société humaine. L'Épopée de Gilgamesh, écrite environ 2000-1500 av. J.-C., parle d'un mythe où les dieux en colère provoquent des inondations pour punir l'humanité, mais le héros antique Uta-Napishtim et sa famille sont sauvés grâce à l'intervention du dieu Enki. L’histoire scripturaire de Noé et de son arche décrit la fin d'une civilisation corrompue et son remplacement par un monde refait.
Les premiers siècles de notre ère ont vu l'apparition de diverses œuvres apocalyptiques, la plus connue étant Apocalypse (Livre de la révélation) (l’origine du mot « apocalypse » signifie « révélation ou dévoilement »), qui est remplie d'annonces de destruction ainsi que d’idées lumineuses. Dans le premier chapitre de Apocalypse, l'auteur, Jean de Patmos, explique sa mission prophétique rédigée par l'ordre d'un ange (Apocalyspe 1:19) :

« Écris les choses que tu as vues, les choses qui sont, et les choses qui doivent arriver après. »

Il la ressent comme une mission de transmission, de révélation du royaume de Dieu, sa promesse que la justice prévaudra et que la souffrance sera justifiée. L’apocalypticien fournit une plus belle vision du Jugement Dernier, révélant la promesse de Dieu en une rédemption de la souffrance et des conflits. Apocalypse évoque un nouveau ciel et une nouvelle terre, et le public visé (les chrétiens, soumis à la persécution de l'Empire romain, et pour qui Jean a écrit des lettres qui constituent le livre) a été enchanté et inspiré, plutôt que terrifié, par ses idées du Jugement Dernier. Ces chrétiens se croyaient choisis pour le salut de Dieu et donc, ces sensibilités apocalyptiques inspiraient l'optimisme et l'attente de la fin des temps.
La vision la plus proche de ce que nous appelons la science-fiction est celle de la Jérusalem céleste (prise au sens littéral) : une sorte d'immense cité (ou vaisseau spatial ?), «descendue du ciel d'auprès de Dieu», qui a 12 000 stades de côté (soit environ 2 200 kilomètres) ; « sa longueur, sa largeur et sa hauteur sont égales » (21:16), ce qui en fait une sorte de cube ou de pyramide (l'auteur n'en précise pas la forme). Elle a l'apparence d'un cristal, ses parois sont comme de l'or translucide (21:18) ; elle a douze portes, rondes comme des perles (21:21) ; ses ressources, le fleuve d'eau de la vie et les fruits de l'arbre de vie, se trouvent à l'intérieur (22:1-2) ; il n'y aura plus ni jour ni nuit, ses habitants n'auront plus besoin de flambeaux pour s'éclairer, car la lumière de Dieu les illumine (22:5). Elle est venue sauver les élus, tandis que les damnés sont plongés dans un "étang de feu".

### Travaux avant 1900
Le méconnu Le Dernier Homme (1805) de Jean-Baptiste Cousin de Grainville, influencé par Le Paradis Perdu de Milton, le romantisme naissant et les désillusions de la Révolution française, préfigure de loin la fiction d'anticipation apocalyptique moderne. Les écrits de Louis-Sébastien Mercier préfigurent aussi en quelque sorte l'avenir lointain de la Terre. Anticipation utopique pour L'An 2440, rêve s'il en fut jamais (1771), décadence irréversible et ruines de Paris pour "Que deviendra Paris", un chapitre du Tableau de Paris (1781).
Le roman de Mary Shelley Le Dernier Homme (1826) est généralement considéré, à tort, comme la première œuvre de fiction apocalyptique moderne. L'histoire suit un groupe de personnes qui luttent pour survivre dans un monde infesté par la peste. Il est centré sur un personnage masculin qui se bat pour garder sa famille en sécurité, mais il est inévitablement laissé comme le dernier homme vivant.
La nouvelle d'Edgar Allan Poe Conversation d'Eiros avec Charmion (1839) suit la conversation entre deux âmes dans l'au-delà alors qu’ils discutent de la destruction du monde. La destruction a été provoquée par une comète qui a éliminé l'azote de l'atmosphère terrestre, ce qui n'a laissé que de l'oxygène et a abouti à un enfer dans le monde entier.
Le roman After London (1885), écrit par Richard Jefferies (en), peut être décrit comme une véritable fiction post-apocalyptique. Après une catastrophe soudaine et non précisée qui a anéanti la population d'Angleterre, la nature reprend ses droits et les quelques survivants retournent à un mode de vie quasi-médiéval. Les premiers chapitres sont essentiellement une description de la récupération de l'Angleterre par la nature : les champs deviennent envahis par la forêt, les animaux domestiques sont maintenant sauvages, les routes et les villes sont envahis par la végétation, Londres redevient des lacs et marais toxiques. Le reste de l'histoire est une simple aventure / quête se passant plusieurs années plus tard dans un paysage et une société sauvage mais les premiers chapitres sont un exemple pour beaucoup d'autres histoires de science-fiction.
H.G. Wells écrivit plusieurs romans sur le thème post-apocalyptique. Publiée en 1895, la nouvelle de Wells La Machine à explorer le temps suit un protagoniste sans nom qui voyage vers l'année 802 701 apr. J.-C. après que la civilisation s'est effondrée et que l’humanité a été divisée en deux espèces distinctes, les lutins Eloi et les brutaux Morlocks. Plus tard dans l'histoire, le protagoniste voyage dans le futur vers une Terre mourante sous un soleil rouge.
Dans le roman de Wells de 1898, La Guerre des mondes, est décrite une invasion de la Terre par des habitants de la planète Mars. Ils détruisent l'Angleterre victorienne avec un armement d’une technologie avancée, monté sur des véhicules presque indestructibles. En raison de la célèbre adaptation radiophonique du roman d'Orson Welles dans son spectacle, The Mercury Theatre on the Air (en), ce roman est devenu l'une des œuvres apocalyptiques les plus connues. Il a ensuite été reproduit et adapté à plusieurs reprises dans des films, des émissions de télévision, des émissions de radio, des musiques et des jeux vidéo.
Après Jules Verne, le grand auteur français de science-fiction sera J.-H. Rosny aîné, qui propose une vision de l'avenir beaucoup moins positiviste, avec des œuvres clairement post-apocalyptiques qui feront date comme La Mort de la Terre (1910). Des auteurs comme Morgin de Kean avec Le continent maudit (1940) ou René Barjavel avec Ravage (1942) ont écrit des fictions post-apocalyptiques pendant l'Occupation. 
Le genre renaît après-guerre grâce à la peur nucléaire, avec des œuvres comme La Terre mourante de Jack Vance, qui s'apparente aussi à la fantasy. En France, dans les années 1970, Robert Merle écrit Malevil, qui décrit la survie dans un village du Périgord après une guerre nucléaire. 

## Types de désastres
La fin du monde a été imaginée de multiples façons, mais de grands thèmes reviennent souvent. Les plus courants sont les suivants :

### Astéroïdes
La collision d'un corps céleste contre la Terre est l'une des nombreuses raisons figurant dans les romans ou film de type post-apocalyptique. En général, soit les humains sont avertis que l'astéroïde risque de s'écraser sur leur planète, soit c'est l'inverse et ils se font surprendre, ce qui mène tout droit à cette idée de "survie" des protagonistes, qui, généralement, vont vouloir trouver un moyen de rester vivant en bravant n'importe quel dangers pour réussir. On trouve ce principe dans des films aussi variés que Melancholia et Don't Look Up, mais ce genre de catastrophe ne laisse généralement pas de survivants et prête donc peu à un « post-apocalyptique » à proprement parler. Une exception est le roman de Larry Niven et Jerry Pournelle Lucifer's Hammer dans lequel les États-Unis sont en partie ravagés par la chute d'une météorite.

### Nucléaire

Symbole indiquant un danger radioactif, l'un des dangers majeurs d'un monde détruit par l'arme nucléaire.

L'humanité s'est autodétruite dans une guerre impliquant des armes de destruction massive ou a été victime d'une catastrophe nucléaire. C'est l'apocalypse la plus classique : ce genre post-apocalyptique est né pendant la guerre froide, où la peur d'une guerre totale qui détruirait la Terre a engendré de nombreuses œuvres. On notera de cette époque Le Dernier Rivage (1957) de Nevil Shute (adapté au cinéma dès 1959), Un cantique pour Leibowitz de Walter M. Miller (Prix Hugo 1961), La Planète des singes et ses suites, Apocalypse 2024, le téléfilm Threads en 1984 pour la BBC, Malevil en France, Le Jour d'après (1983), etc. Après 1986, Tchernobyl relancera la crainte du nucléaire et la production du genre.
Les références du genre restent le film Mad Max 2 et plus récemment la série des jeux Fallout. Aujourd'hui encore, des séries comme The 100 ou Jericho montrent que la crainte de l'apocalypse nucléaire reste dans les esprits.
Dans Le Monde d'Arkadi, Caza décrit une humanité en perdition, irradié et mutante, sur une terre polluée qui s'est arrêtée de tourner.
Par son importance culturelle au XXe siècle, la peur nucléaire a profondément formaté les représentations de la crise planétaire, et conditionné les représentations apocalyptiques d'origine non nucléaire, y compris les catastrophes écologiques, même si celles-ci devraient pourtant présenter des différences très importances (temporalité, dimension spectaculaire...).

### «Naturel»
Dans ce type d'apocalypse, ce sont les éléments naturels qui sont responsables de la disparition de l'humanité : éruption de volcan (la saga Dragon Head), submersion des terres par la montée des océans (le film Waterworld), tsunami géant (le jeu de rôle Cendres), collision d'un astéroïde avec la Terre (le manga 7 Seeds), etc. Ces catastrophes reflètent les cataclysmes réels et les craintes de notre époque, avec cependant une vision très théâtralisée.
Certaines œuvres envisagent un changement climatique en conséquence directe de l'action de l'homme sur la nature. Elles appartiennent à la catégorie des Climate Fictions. La glaciation était souvent utilisée dans les années 1980, (la bande dessinée Le Transperceneige, les romans La Compagnie des glaces, la bande dessinée Neige), tandis qu'aujourd'hui les auteurs s'appuient aussi sur la crainte de la désertification (le jeu vidéo The Fall: Last Days of Gaia ou le film Interstellar) ou celle d'une tempête mondiale et incontrôlée (le film Le Jour d'après (2004)).
Certaines catastrophes naturelles possibles et peu connues (passage du système solaire dans un nuage de poussières qui atténuerait la lumière solaire nous parvenant, éruption solaire un peu plus forte que les autres qui « grillerait » l'intégralité des appareils électroniques de la planète) peuvent donner lieu à des effets comparables à ceux de l'apocalypse nucléaire classique (respectivement hiver non-nucléaire et IEM ici). Un sursaut gamma, possible cause de l'extinction de l'Ordovicien-Silurien, semble être la catastrophe ayant détruit les écosystèmes dans La Route.
D’autres causes naturelles, plus originales, servent de prétextes afin d’aborder des thèmes écologiques actuels, comme le réchauffement climatique et la sixième extinction. Dans la saga Équatoria de Franck Sanse publiée en 2018, l’auteur suggère un arrêt brutal en quelques années de la rotation terrestre, provoquant une profonde transformation géomorphologique de la planète en redessinant le contour des continents et des océans, mais aussi en chamboulant son rythme saisonnier, une nuit de six mois qui alternerait avec un jour tout aussi long.

### Biologique

Une pandémie, l'une des grandes peurs de l'humanité, ressentie par beaucoup comme l'une des causes les plus probables d'apocalypse.

Une des fins possibles de l'humanité serait l'apparition d'une pandémie qui décimerait l'espèce humaine en très peu de temps. Plus traitée en film catastrophe qu'en post-apocalyptique, on trouve cependant le roman La Peste écarlate de Jack London publiée en 1912, le roman La Terre demeure de George Stewart publié en 1949 ou encore le  livre de Richard Matheson publiée en 1954, Je suis une légende, où une bactérie infecte l'humanité tout entière et la transforme en créatures proches des vampires (sans doute l'un des premiers romans du genre). On notera également Le Fléau de Stephen King et le roman Les Yeux des ténèbres, publié en 1981, (titre original : The Eyes of Darkness), dans lequel l'écrivain américain Dean Koontz imagine dans ce livre l'existence d'un mystérieux virus nommé Wuhan-400 fabriqué par les services secrets chinois et risquant de décimer l'humanité, lui redonnant ainsi un certain intérêt 40 ans plus tard.
Plus récemment le film 28 Jours plus tard où les hommes sont infectés par une maladie inconnue et se transforment en créatures enragées qui s'attaquent violemment aux individus « sains », ou encore le film Contagion de Steven Soderbergh dans lequel un virus mortel se propage en quelques jours sur toute la planète. Un virus est aussi responsable de la quasi-disparition de l'Humanité dans L'Armée des douze singes de Terry Gilliam, et de la « zombification » contagieuse dans World War Z. Une telle menace est écartée in extremis dans le James Bond Moonraker.

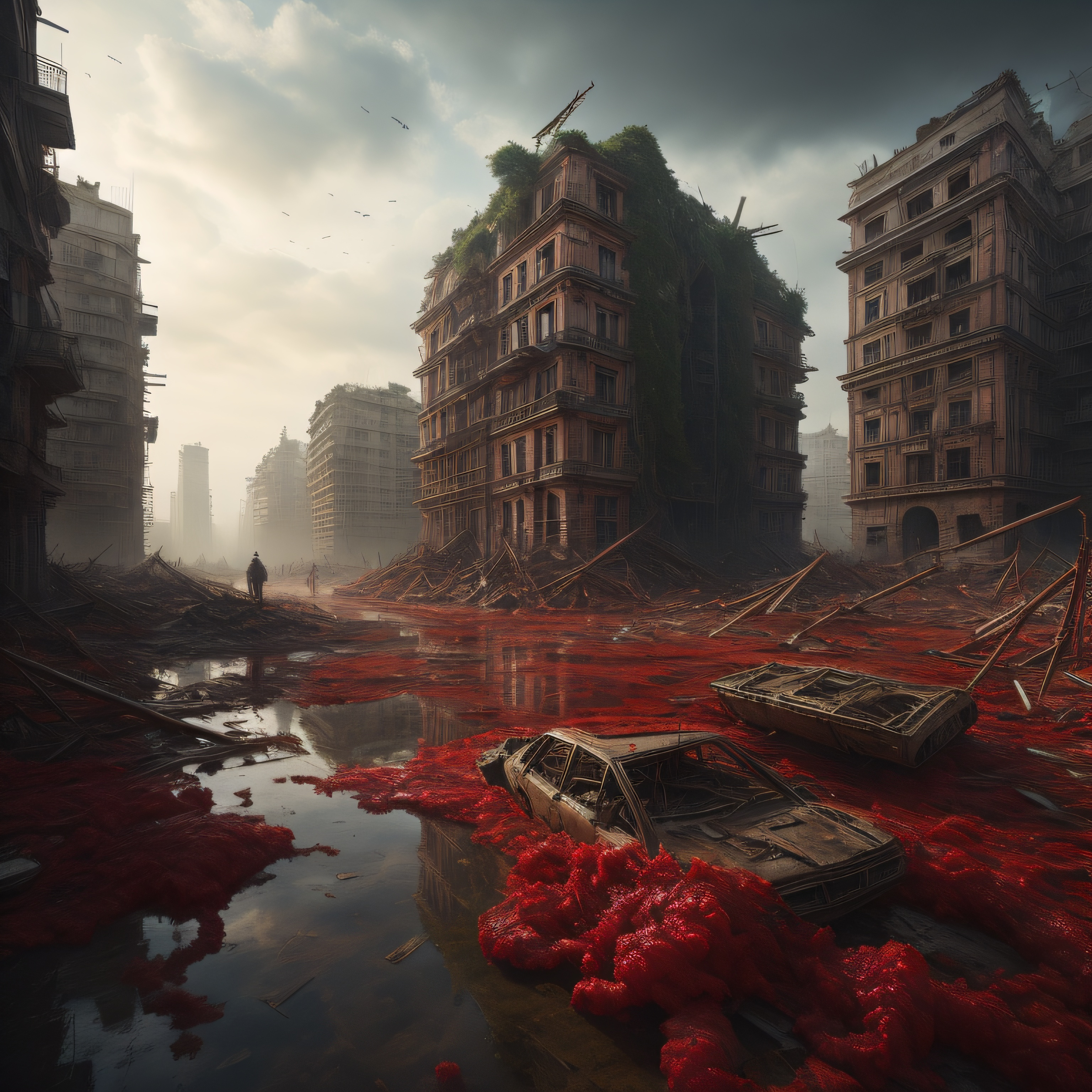
Style d'art numérique représentant une ville post-apocalyptique. Intelligence artificielle.

Dans le jeu vidéo à succès The Last of Us, ce thème est repris, la maladie étant causée par un champignon parasite.
Dans la série U4, un virus décime plus de 90 % de la population mondiale ; seuls survivent des adolescents, ayant bénéficié d'une campagne de vaccination avec un vaccin abandonné depuis, et des militaires. Dans le film Darkest Minds : Rébellion c'est l'inverse : un virus inconnu a tué la majorité des enfants, et ceux qui ont survécu ont développé des pouvoirs psychiques. En raison du danger qu'ils présentent pour le reste de l'humanité, le gouvernement les enferme dans des camps où ceux qui ont les pouvoirs les moins puissants sont traités en esclaves, et les plus dangereux sont exécutés dès qu'on les démasque.

### Industriel ou militaire
Certaines œuvres considèrent une catastrophe d'origine humaine autre que nucléaire. Cela peut être une catastrophe industrielle de grande ampleur (explosion de la lune dans La Compagnie des glaces), un désastre écologique massif (Le Troupeau aveugle de John Brunner), ou de façon globale une pollution telle que l'homme ne peut plus vivre sur la surface de la Terre (WALL-E de Pixar); de façon plus rare, une guerre classique mais massive (Appleseed de Masamune Shirow). Le contrôle et l'anéantissement de l'humanité par des robots et des ordinateurs est un thème récurrent (Terminator décrit par « flash forward » un monde tel qu'il devrait être si le passé n'est pas modifié. Matrix décrit un monde ou l'homme est asservi à la machine, simplement nourri de rêves).
Dans un autre genre, Snowpiercer évoque un accident de géo-ingénierie comme cause de la glaciation totale de la Terre.

### Social
La chute de la société peut simplement être due à l'effondrement des liens sociaux, à une ruine économique massive, un épuisement des ressources naturelles qui amène une asphyxie de la société, ou à des affrontements interethniques ou religieux (Jeremiah, Simon du Fleuve ou Hombre). Sans doute une des apocalypses les moins violentes, les conflits sont partout mais à l'échelle de la ville : le peuple contre l'autorité, résurgence des comportements égoïstes, etc. Dans ces cas-là, la société telle que nous la connaissons disparaît peu à peu, en quelques années, sans nécessairement de guerre ou de conflit majeur.
Plus lente et moins spectaculaire, la fin de l'humanité peut également être due à l'impossibilité pour l'homme de se reproduire (Les Fils de l'Homme). Elle peut être due à un phénomène qui stérilise hommes et/ou femmes (Les Hommes frénétiques, Polaris) ou tout simplement à la mort de tous les représentants de l'un ou de l'autre sexe (Le Dernier Combat, Y, le dernier homme). La population, qui ne cesse de vieillir, se laisse lentement gagner par le désespoir, et peut sombrer dans la violence pour un baroud d'honneur, ou au contraire devenir sage et passer ses dernières années à acquérir le bonheur qu'elle n'a pas réussi à atteindre du temps de son apogée, ce que suggère Alan Weisman dans Homo disparitus.

### Singularité technologique
L'apocalypse par singularité technologique de Cylon dans Battlestar Galactica, des machines à forme humaine qui détruisent l'humanité, ou la création du programme Skynet dans Terminator 2 qui devient intelligent et déclenche un holocauste nucléaire, ou encore Matrix, film dans lequel l'humanité est prisonnière d'une réalité virtuelle et réduite en esclavage par des machines utilisant la chaleur et l'activité électrique produite par le corps humain comme énergie.

### Zombie

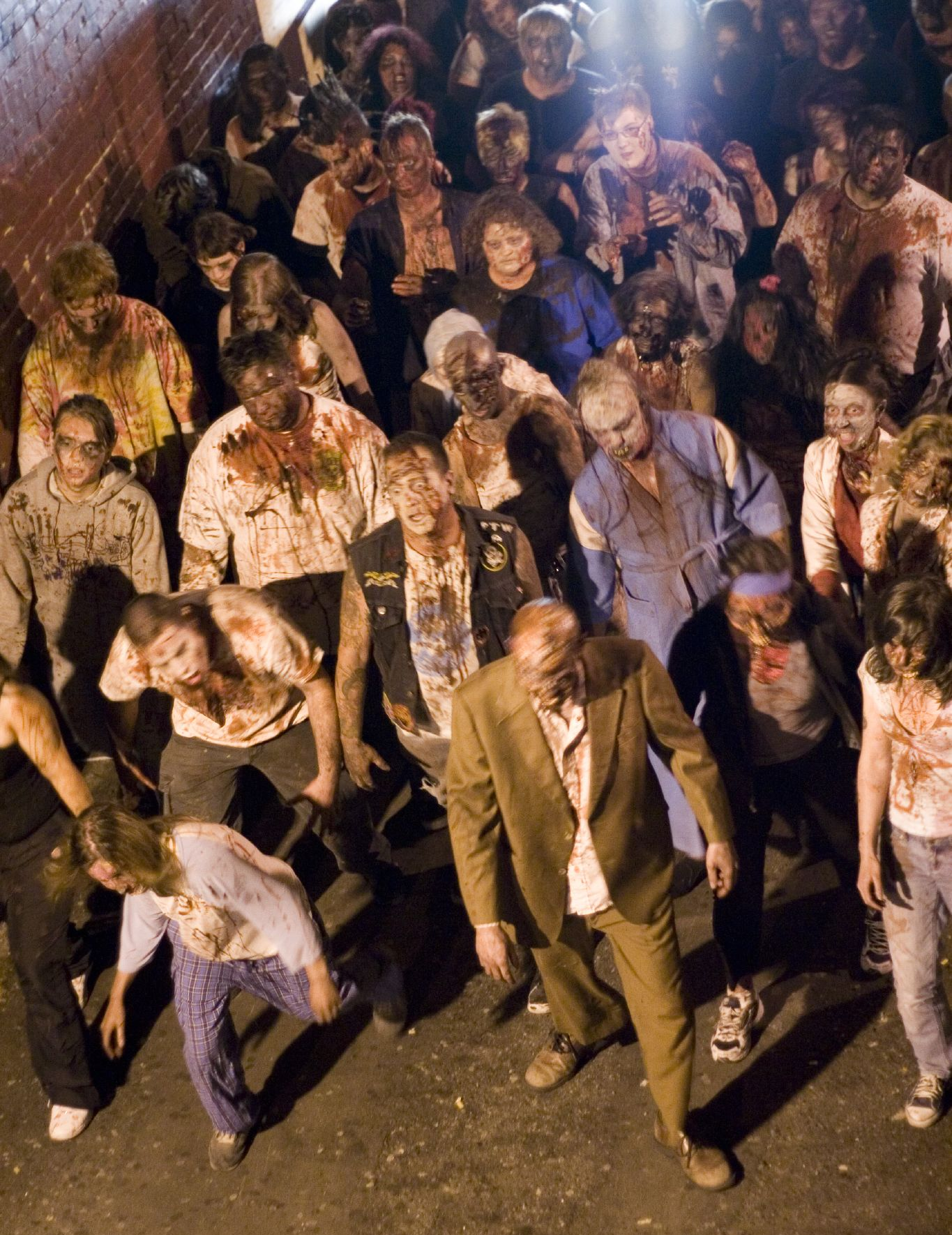
Une meute de zombies assoiffés de sang. Le mal se transmet par morsure et se propage rapidement à l'ensemble de la population.

L'invasion de zombies est parfois l'une des causes de la fin du monde, qu'elle soit provoquée par un virus, des mutations radioactives ou tout simplement inexpliquée.
Peu de films de zombies sont également post-apocalyptiques. Le sujet fait débat, du fait de la proximité des films de survival horror et des films de post-apocalypse, mais on conviendra que dans les œuvres concernées :
– l'invasion est mondiale (ou au moins à l'échelle d'un pays) ;
– les survivants sont seuls, ou rencontrent des groupes autonomes (la police et l'armée ont disparu).
En effet, la disparition de la société, et donc de l'État, est un prérequis à la situation de post-apocalypse. Par exemple, les deux premiers films Resident Evil ne sont pas post-apocalyptiques, parce que l'infection zombie ne concerne que la ville, et que le gouvernement et la police sont toujours en place (en dehors de la ville). Dans Resident Evil: Extinction, au contraire, l'humanité et la société ont intégralement disparu, faisant du film une œuvre post-apocalyptique. De la même manière, la série The Walking Dead, œuvre majeure du genre "zombie" illustre un monde civilisé totalement effondré, les gouvernements ayant disparu, et dépeint le vécu d'un groupe d'humains tentant de survivre et de refaire société.
Les œuvres où l'action est très locale et qui ne donnent pas d'informations sur la situation globale (jeux Left 4 Dead ou Hordes) ne permettent pas de trancher sur le caractère post-apocalyptique. La classification reste donc à l'appréciation de chacun.

Logo de la saga The Walking Dead, adaptation en série par AMC, des bandes-dessinées de Robert Kirkman. La série est la plus célèbre du genre "zombie".

Parmi les œuvres de zombies post-apocalyptiques, on notera 28 jours plus tard, une partie des films de Romero, les bandes dessinées américaine The Walking Dead de Robert Kirkman, Tony Moore et Charlie Adlard, et française Zombies d'Olivier Peru et Sophian Cholet, ou les romans World War Z (adapté au cinéma dans World War Z), Apocalypse Z de Manel Loureiro, Chroniques de l'Armageddon de J. L. Bourne par exemple.

### Autres types
De façon beaucoup plus anecdotique, certaines œuvres post-apocalyptiques décrivent des mondes ravagés par des extraterrestres (Sans un Bruit), machines ou puissances occultes (comme Les Tripodes de la série de John Christopher), voire des dragons (Le Règne du feu), des dinosaures (Best Sniper Legacy) ou d'autres créatures (Love and Monsters). Dans Ravage de Barjavel, la technologie cesse simplement de fonctionner, en un instant, sans raison. Il n'y a pas d'apocalypse à proprement parler, mais une humanité soudain revenue à l'âge de pierre. Les villes sont devenues inhospitalières, la nourriture rare, amenant l'exacte configuration d'un roman post-apocalyptique.

### Ambiguë
Parfois, la cause de l'apocalypse n'est pas spécifié et est par conséquent inconnue. L'ambiguïté fait que la cause véritable de l'apocalypse n'est que spéculatif.
Parmi les œuvres post-apocalyptique tombant dans cette catégorie, on peut citer le mod After the End pour Crusader Kings, la série télévisée Le futur sera sauvage, et le jeu vidéo Légendes Pokémon: Arceus.